# Meteorus longiradialis
Meteorus longiradialis är en stekelart som beskrevs av Granger 1949. Meteorus longiradialis ingår i släktet Meteorus och familjen bracksteklar. Inga underarter finns listade i Catalogue of Life.